# Partido Unido para el Desarrollo Nacional
El Partido Unido para el Desarrollo Nacional (en inglés: United Party for National Development) es un partido político de Zambia de ideología liberal. El partido es miembro de la Red Liberal de África. Promueve la economía social de mercado y el liberalismo económico e ideológico.

## Historia electoral
En las elecciones legislativas de 2001 celebradas el 27 de diciembre, el partido obtuvo el 23,7% de los votos populares y 49 de los 159 escaños parlamentarios. Su candidato presidencial, Anderson Mazoka obtuvo un 26,7% de los votos en esta elección, logrando el segundo lugar.
Mazoka murió en mayo de 2006 y su sucesor en el liderazgo del partido, Hakainde Hichilema se presentó como candidato de la Alianza Democrática Unida, ocupando el tercer lugar con un 25,3%. En esa misma elección el partido logró un 17,3% de las elecciones legislativas con 26 escaños.
En las elecciones presidenciales de 2008 Hakainde Hichilema logró nuevamente el tercer lugar con 19,7% de los votos.
En las elecciones generales de 2011, volvieron a tener el tercer lugar con 18,17% y 28 escaños parlamentarios.
En el año 2015 debido al fallecimiento del presidente Michael Sata, se realizaron elecciones presidenciales adelantadas y Hichilema es escogido nuevamente como candidato. Hichilema llegó de segundo con el 47% de los votos, perdiendo frente a Edgar Lungu que obtuvo 48%. El UPND denunció que hubo fraude en el conteo.
En las elecciones generales de 2016, Hichilema es por cuarta vez candidato presidencial y en esta elección es también apoyado por el partido MMD, sin embargo, obtuvieron nuevamente el segundo puesto pero aumentaron a 58 escaños en la Asamblea, convirtiéndose en el principal partido de oposición.
En las elecciones generales de 2021, Hichilema es por quinta vez candidato presidencial y en esta ocasión obtuvo la victoria con el 59% de los votos. El UPND también se convirtió en el principal partido de la Asamblea, obteniendo 82 escaños.

### Elecciones presidenciales
| Elección | Candidato          | Votos     | %      | Resultado |
| -------- | ------------------ | --------- | ------ | --------- |
| 2001     | Anderson Mazoka    | 472 697   | 26,76  | 2° Lugar  |
| 2006     | Hakainde Hichilema | 693 772   | 25,32  | 3° Lugar  |
| 2008     | Hakainde Hichilema | 353 018   | 19,70  | 3° Lugar  |
| 2011     | Hakainde Hichilema | 506 763   | 18,17  | 3° Lugar  |
| 2016     | Hakainde Hichilema | 1 706 347 | 47,63  | 2° Lugar  |
| 2021     | Hakainde Hichilema | 2 852 348 | 59,02% | 1º Lugar  |

### Elecciones legislativas
| Elección | Votos     | %     | Escaños |
| -------- | --------- | ----- | ------- |
| 2001     | 416 236   | 23,77 | 49/159  |
| 2006     | 610 608   | 22,51 | 26/159  |
| 2011     | 456 873   | 16,99 | 28/150  |
| 2016     | 1 525 049 | 41,66 | 58/150  |
| 2021     | 2 174 962 | 46,64 | 82/156  |